# Xestoleberis gigas
Xestoleberis gigas is een mosselkreeftjessoort uit de familie van de Xestoleberididae. De wetenschappelijke naam van de soort is voor het eerst geldig gepubliceerd in 1942 door Rome.